# Crabroninae
La subfamilia Crabroninae es el grupo de avispas más variado de la familia Crabronidae, con más de 110 géneros y 4800 especies escritas.
Al igual que otras avispas crabrónidas, son solitarias. Construyen nidos en tallos huecos o en el suelo, pero algunas usan otras técnicas, como construir nidos de barro, por ejemplo Trypoxylon politum. Alimentan a las larvas con presas que cazan, paralizan y almacenan en el nido. La mayoría caza moscas, pero algunas especies cazan otros insectos.

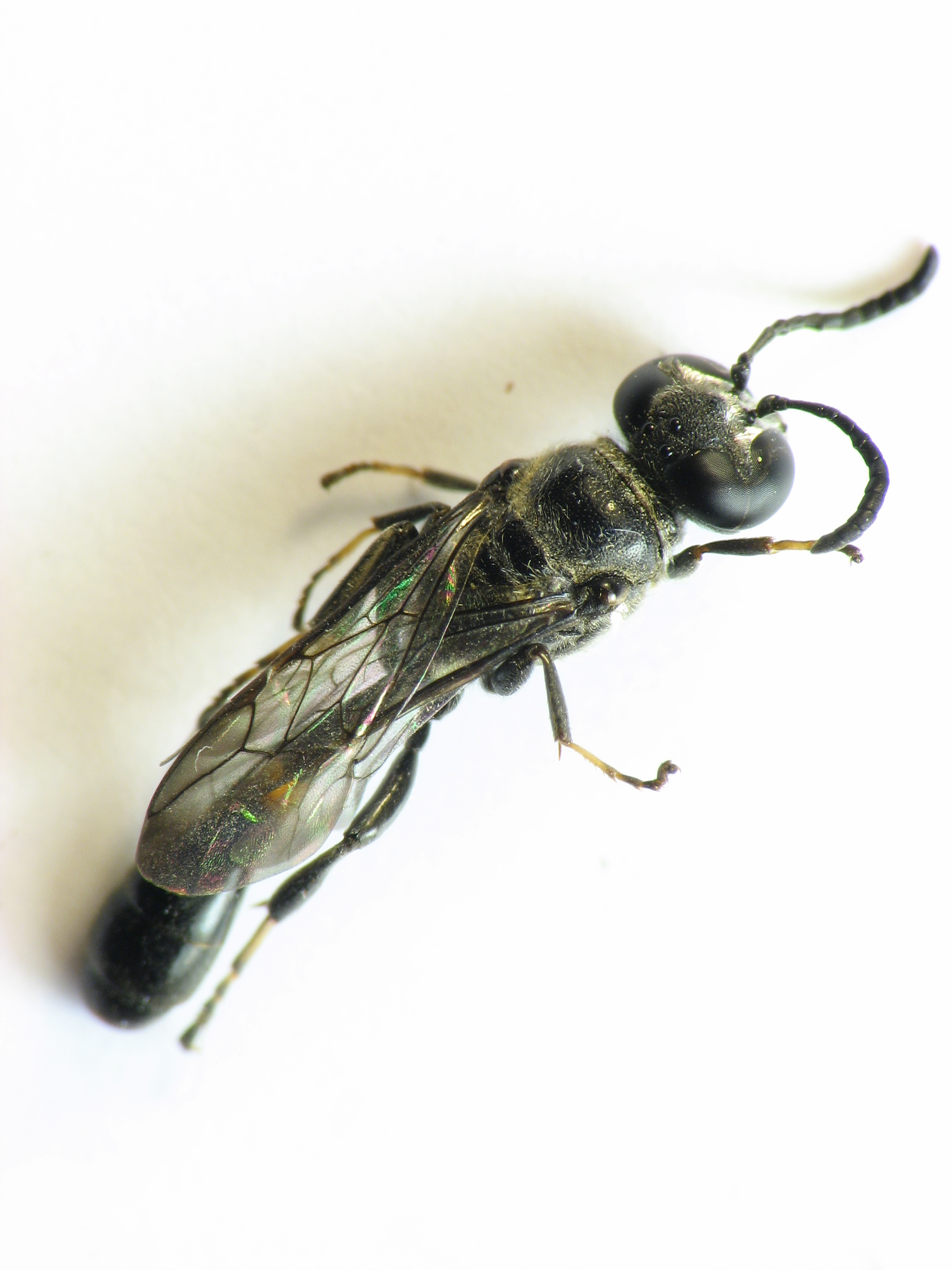
Trypoxylon collinum